# SN 1991aw
SN 1991aw – supernowa odkryta 4 września 1991 roku w galaktyce PGC0060721. W momencie odkrycia miała maksymalną jasność 20,00m.